# Мерфис Естејтс (Јужна Каролина)
Мерфис Естејтс (енгл. Murphys Estates) насељено је место без административног статуса у америчкој савезној држави Јужна Каролина.

## Демографија
По попису из 2010. године број становника је 1.441, што је 77 (-5,1%) становника мање него 2000. године.
| Група             | 2000.         | 2010.         |
| Белци             | 1.384 (91,2%) | 1.280 (88,8%) |
| Афроамериканци    | 116 (7,6%)    | 123 (8,5%)    |
| Азијати           | 2 (0,1%)      | 7 (0,5%)      |
| Хиспаноамериканци | 2 (0,1%)      | 19 (1,3%)     |
| Укупно            | 1.518         | 1.441         |